# Möllensen
 (avril 2022).
Möllensen est un quartier de la commune allemande de Sibbesse, dans le Land de Basse-Saxe.

## Géographie
Möllensen se situe au sud de la forêt de Hildesheim.

## Histoire
Le lieu est mentionné pour la première fois sous le nom de "Molem" et "Molinhus" en 1227 en tant que branche de l'église d'Eberholzen. Certaines parties de l'église Sainte-Marie à Möllensen dateraient de cette période. On peut supposer qu'un monsieur "Molem" s'est installé dans cet endroit humide avec une bonne terre.
À la Pentecôte en 1783, une tempête accompagnée de fortes chutes de grêle a des effets dévastateurs sur les villages et les terres du versant sud de la forêt de Hildesheim. En mémoire des nombreuses victimes, la "célébration de la grêle" (autour des jours de la Pentecôte) a toujours lieu à Möllensen et dans d'autres villes.
Au début du XXe siècle, Möllensen comptait 115 habitants. En 1901, le tronçon de Bodenburg à Gronau de la ligne de Bodenburg à Elze est inauguré, il passait directement devant Möllensen au sud. Cependant, Möllensen n'a pas de gare ou d'arrêt, car la gare de Hönze voisine n'est qu'à environ un kilomètre.
Heinrich Sohnrey est instituteur à Möllensen de 1886 à 1889.  Le Bruderhof, dont Sohnrey s'est inspiré pour écrire son livre du même nom, était également situé à Möllensen. La ferme fut victime d'un incendie dans les années 1980.
Le 1er mars 1974, la commune de Möllensen est incorporée à la commune de Sibbesse.

## Personnalités liées
- Heinrich Sohnrey (1859–1948), écrivain.

## Source, notes et références
- (de) Cet article est partiellement ou en totalité issu de l’article de Wikipédia en allemand intitulé « Möllensen » (voir la liste des auteurs).

1. ↑  (de) « Biografie », sur heinrich-sohnrey.de (consulté le 29 avril 2022)
2. ↑  (de) Statistisches Bundesamt, Historisches Gemeindeverzeichnis für die Bundesrepublik Deutschland. Namens-, Grenz- und Schlüsselnummernänderungen bei Gemeinden, Kreisen und Regierungsbezirken vom 27.5.1970 bis 31.12.1982, 1983 (ISBN 3-17-003263-1)